# Così fan tutte
A Così fan tutte [koˈsiˈfanˈtutːe] Wolfgang Amadeus Mozart vígoperája két felvonásban. Szövegét Lorenzo Da Ponte írta.

## A mű története
1789 augusztusában II. József császár új dalmű komponálására adott megbízást Mozartnak. Az egy időre háttérbe szorított, mellőzött zeneköltő ez idő tájt Berlinben aratott jelentős sikert a Figaro házasságával, s nyilván ez tereli a figyelmet ismét reá, a főúri körök hajdan dédelgetett kedvencére.

## Così fan tutte ossia La scuola degli amanti
Mind így csinálják avagy A szerelmesek iskolája
Lorenzo Da Ponte a rokokó Bécs botránykrónikájának egyik aktuális eseményét veszi tollhegyre s ezt mondja el, meglehetősen igénytelen kis történet keretében. A szövegíró – anélkül, hogy ez valóban szándékában lett volna – korának erkölcseiről rajzolt sivár képet. A történet szerint az asszonyok hűsége semmit sem ér, pár ügyes bók, szenvelgő sóhaj, a komorna tenyerébe csúsztatott ajándék – és máris megnyílnak az asszonyszívek, hűség, eskü, percek, órák alatt feledve. Mintha Da Ponte a Don Juan-történet másik oldalát mutatná meg: e könnyűvérű társadalomban nincsen szükség szívrabló lovagra, a női szívek fellegvára megnyílik, Don Juan-i ostrom nélkül is.
A dalmű Mozart életében csak a bécsi és a prágai operaszínpadra jutott el. Halála után a drezdai, frankfurti és berlini opera tűzte műsorára, majd az 1800-as évek elején Párizs, London és Milánó is meghódolt varázsa előtt.
Budapesten, helyesebben Pest-Budán egy német operatársulat mutatta be először az operát 1797-ben. Az első hazai bemutatón Mozart műve ezzel a címmel szerepel: Mädchentreue oder Schule der Liebe.
A budapesti Opera 140 évvel az ősbemutató után, 1930-ban vette fel műsorára a Così fan tutté-t.

## Szereplők
| szereplők   | hangfekvés           |
| ----------- | -------------------- |
| Ferrando    | tenor                |
| Guglielmo   | bariton              |
| Dorabella   | mezoszoprán          |
| Fiordiligi  | szoprán              |
| Despina     | szoprán              |
| Don Alfonso | bariton vagy basszus |

- Kórus: tisztek, közlegények, szolgák

- Történik: Nápolyban a XVIII. század végén

- Játékidő: kb. 3 óra

## Cselekmény

### I. felvonás
Ferrando és Guglielmo büszkén magasztalják szerelmeseik erényeit Don Alfonso, a kiábrándult, cinikus agglegény előtt, aki azonnal fogadást ajánl a két boldog ifjúnak: szerinte az ő mátkájuk sem különb a többi csélcsap lánynál. Ha alkalom kínálkozik, ugyanúgy cserbenhagyják őket, mint ahogy a lányok szerte a világon számtalan hiszékeny fiatalembert rászedtek már. A két férfi állja a fogadást. Don Alfonso erre bejelenti a menyasszonyoknak, hogy a fiatalemberek csatatérre indulnak. Érzékeny búcsú után a két „csatába induló” elvonul, a lányok pedig keservesen siratják őket. Despina, a szobalány hiába biztatja őket: „szórakozzanak csak kisasszonyok… a férfiak sem búsulnak a táborban.” Az öreg filozófus most cselt sző: 20 tallért ígér a szobalánynak, ha segít megpuhítani úrnőinek szívét és kieszközlöi náluk a bebocsátást két csinos fiatalember számára. A csinos ifjak hamarosan meg is érkeznek: az imént „csatatérre ment” Ferrando és Guglielmo tér vissza, de olyan fantasztikus álruhában, hogy még Despina sem ismer rájuk. A két hűséges mátka, Dorabella és Fiordiligi először ki akarja tessékelni a tolakodókat - Ferrando és Guglielmo nagy örömére -, de Don Alfonso közbelép: ismeri a két ifjút, régi barátai, nem ildomos dolog ily kurtán-furcsán ajtót mutatni nekik. Az egzotikus köntösű vendégek azonnal hevesen udvarolni kezdenek a lányoknak, ők azonban felháborodva utasítják vissza az ostromot. A férfiak most már biztosak a dolgukban: lám az igazi hűség és az igazi szerelem erősebb minden cselnél! A cinikus agglegény azonban nem adja fel a harcot. Tanácsára a vőlegények öngyilkossági jelenetet rendeznek, „megmérgezik magukat”, hogy a lányok szánalmát felkeltsék. Ezek pedig úgy látszik lassan engednek: előbbi elutasító magatartásuk először sajnálattá, majd érdeklődéssé változik. A „haldoklók” mellett hamarosan megjelenik a csodadoktor is, aki nem más, mint az álruhás Despina. Különböző hókusz-pókuszokkal „életre delejezi” a fiatalembereket, végül azt tanácsolja a lányoknak, hogy az ifjak gyógyulása érdekében tűrjék el a széptevést… Hisz ezzel az életét mentik meg a halálra szánt szerelmeseknek. Dorabella és Fiordiligi hallgat a „csodadoktor” szavára; csókot azonban nem adnak. A két ifjú még mindig reménykedik, hogy megnyerik a fogadást.

### II. felvonás
Despina egyre azt duruzsolja úrnői fülébe: a szerelmet könnyedén kell felfogni. Szavainak nem marad el a hatása. A lányok pedig megállapodnak: bármi baj is lesz, mindenért a szobalányt fogják okolni. Miután ebben megegyeztek, eldöntik azt is, ki melyik ifjút boldogítja; Fiordiligi Dorabella vőlegényével kacérkodik, Dorabella pedig Fiordiligi mátkájával. Dorabella és Guglielmo hamar megértik egymást, ami szívtépő fájdalmat okoz Ferrandónak, hiszen az ő menyasszonya lett hűtlen; Guglielmo viszont boldog: az ő mátkája, Fiordiligi - legalábbis egyelőre - állhatatos. Hamarosan azonban Guglielmo büszke öröme is alábbhagy, mert nemsokára Fiordiligi is meghallgatja a hevesen ostromló idegent. Despina gratulál a két lovagnak és bejelenti, hogy úrnői hajlandók örök hűséget esküdni nekik. Megkezdődik az esküvői ünnepség, megjelenik a jegyző. Persze ezt a szerepet is Despina játssza, magára öltve a nótárius parókáját, ünnepélyes ornátusát. Ekkor az utcáról katonainduló hallatszik: visszaérkeztek a harcosok a csatatérről. A két egzotikus férjjelölt gyorsan eltűnik, hogy levetve a maskarát, mint Ferrando és Guglielmo térjen ismét vissza. Első gondolatuk a bosszú. Hiszen mindkettőjüket megcsalták. És ami a legbosszantóbb, a lányok még csak nem is saját vőlegényeikbe szerettek bele! Ferrando és Guglielmo most leleplezik magukat és bevallják, hogy ők játszották a két egzotikus idegen szerepét. Végül ki-ki visszatér a párjához és a kibéküléssel minden jóra fordul.

## Az opera ismertebb részletei
- Soave sia il vento - Hármas az I. felvonásban
- Smanie implacabile - Dorabella áriája az I. felvonásban
- In uomini, in soldati - Despina áriája az I. felvonásban
- Come scoglio immoto resta - Fiordiligi áriája az I. felvonásban
- Un'aura amorosa - Ferrando áriája az I. felvonásban
- Il core vi dono - Dorabella és Guglielmo kettőse az I. felvonásban
- Per pietà, ben mio, perdona - Fiordiligi rondója a II. felvonásban
- Donne mie la fate a tanti - Guglielmo áriája a II. felvonásban